# Cucumariidae
Cucumariidae (лат.) — семейство морских беспозвоночных из типа иглокожих (Echinodermata) класса голотурий (Holothuroidea).

## Описание
Члены семейства Cucumariidae — голотурии небольшого и среднего размера, характеризующиеся десятью ветвящимися щупальцами, из которых два нижних часто меньшего размера, чем другие. Они являются фильтраторами и используют свои щупальца для улавливания микроорганизмов и передачи их в рот. Изредка встречаются на коралловых рифах, но в основном обитают в глубокой воде на песчано-гравийном субстрате.
Некоторые роды, включая Pseudocolochirus и Paracucumaria, содержат токсичные голотурин и голотоксин и выделять их в воду при повреждении или гибели. Нерест также может сопровождаться выделением этих токсинов. По этой причине, хотя они хорошо смотрятся в аквариумах, не рекомендуется содержать их с другими рифовыми видами.

## Роды
На ноябрь 2023 в семейство включают следующие роды:
- Abyssocucumis Heding, 1942
- Actinocucumis Ludwig, 1875
- Amphicyclus Bell, 1884
- Anaperus Troschel, 1846
- Apseudocnus Levin, 2006
- Apsolidium O’Loughlin & O’Hara, 1992
- Aslia Rowe, 1970
- Athyonidium Deichmann, 1941
- Australocnus O’Loughlin & Alcock, 2000
- Benthophyllophorus Deichmann, 1954
- Calcamariina O’Loughlin in O’Loughlin et al., 2015
- Cercodemas Selenka, 1867
- Cherbocnus Thandar in Thandar & Mjobo, 2014
- Cladodactyla Brandt, 1835
- Colochirus Troschel, 1846
- Cucamba O’Loughlin, 2009
- Кукумарии[3] (Cucumaria) de Blainville, 1830
- Cucusquama O’Loughlin in O’Loughlin, Tavancheh & Harding, 2016
- Cucuvitrum O’Loughlin & O’Hara, 1992
- Echinopsolus Gutt, 1990
- Ekmania Hansen & McKenzie, 1991
- Euthyonacta Deichmann, 1954
- Hemiocnus Mjobo & Thandar, 2016
- Hemioedema Hérouard, 1929
- Heterocucumis Panning, 1949
- Incubocnus Thandar & Vinola, 2017
- Lanceophora Thandar, Zettler & Arumugam, 2010
- Leptopentacta Clark, 1938
- Loisettea Rowe & Pawson, 1985
- Mensamaria Clark, 1946
- Neoamphicyclus Hickman, 1962
- Neocucumella Pawson, 1962
- Neocucumis Deichmann, 1944
- Ocnus Forbes & Goodsir in Forbes, 1841
- Orbithyone Clark, 1938
- Panningia Cherbonnier, 1958
- Paracolochirus Pawson, Pawson & King, 2010
- Paracucumaria Panning, 1949
- Paraleptopentacta Mezali, Thandar & Khodja, 2020
- Parathyonacta Caso, 1984
- Parathyone Deichmann, 1957
- Parathyonidium Heding in Heding & Panning, 1954
- Pattalus Selenka, 1868
- Pawsonellus Thandar, 1986
- Pawsonia Rowe, 1970
- Pentacta Goldfuss, 1820
- Pentactella Verrill, 1876
- Pentocnus O’Loughlin & O’Hara, 1992
- Plesiocolochirus Cherbonnier, 1946
- Pseudoaslia Thandar, 1991
- Pseudocnella Thandar, 1987
- Pseudocnus Panning, 1949
- Pseudocolochirus Pearson, 1910
- Pseudopsolus Ludwig, 1898
- Pseudrotasfer Bohn, 2007
- Psolicrux O’Loughlin, 2002
- Psolicucumis Heding, 1934
- Psolidiella Mortensen, 1925
- Psolidocnus O’Loughlin & Alcock, 2000
- Roweia Thandar, 1985
- Squamocnus O’Loughlin & O’Hara, 1992
- Staurocucumis Ekman, 1927
- Staurothyone Clark, 1938
- Stereoderma Ayres, 1851
- Thyonella Verrill, 1872
- Thyonidium Düben & Koren, 1846
- Trachasina Thandar & Moodley, 2003
- Trachycucumis Thandar & Moodley, 2003
- Trachythyone Studer, 1876

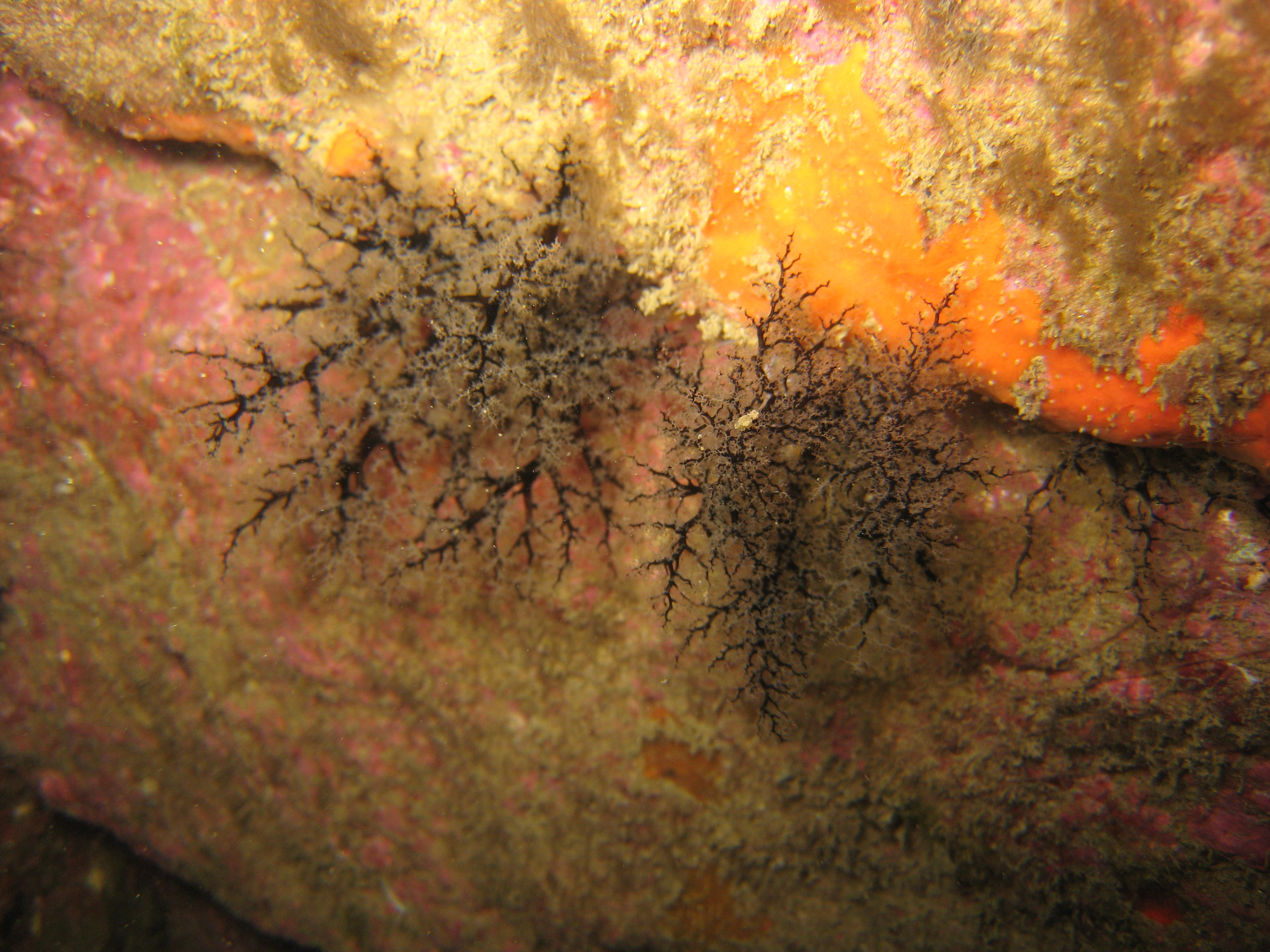
Aslia lefevrii
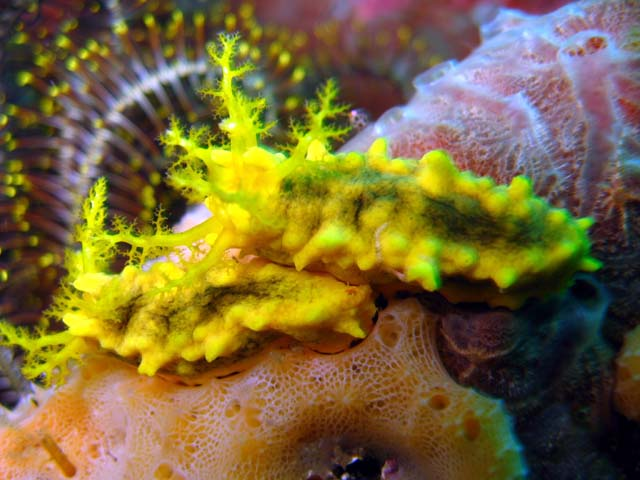
Colochirus robustus
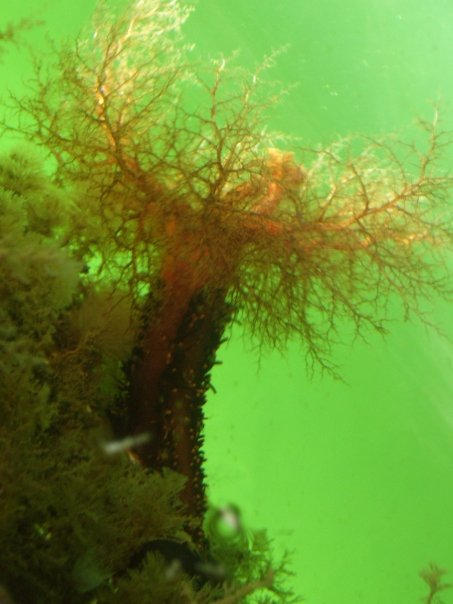
Cucumaria miniata
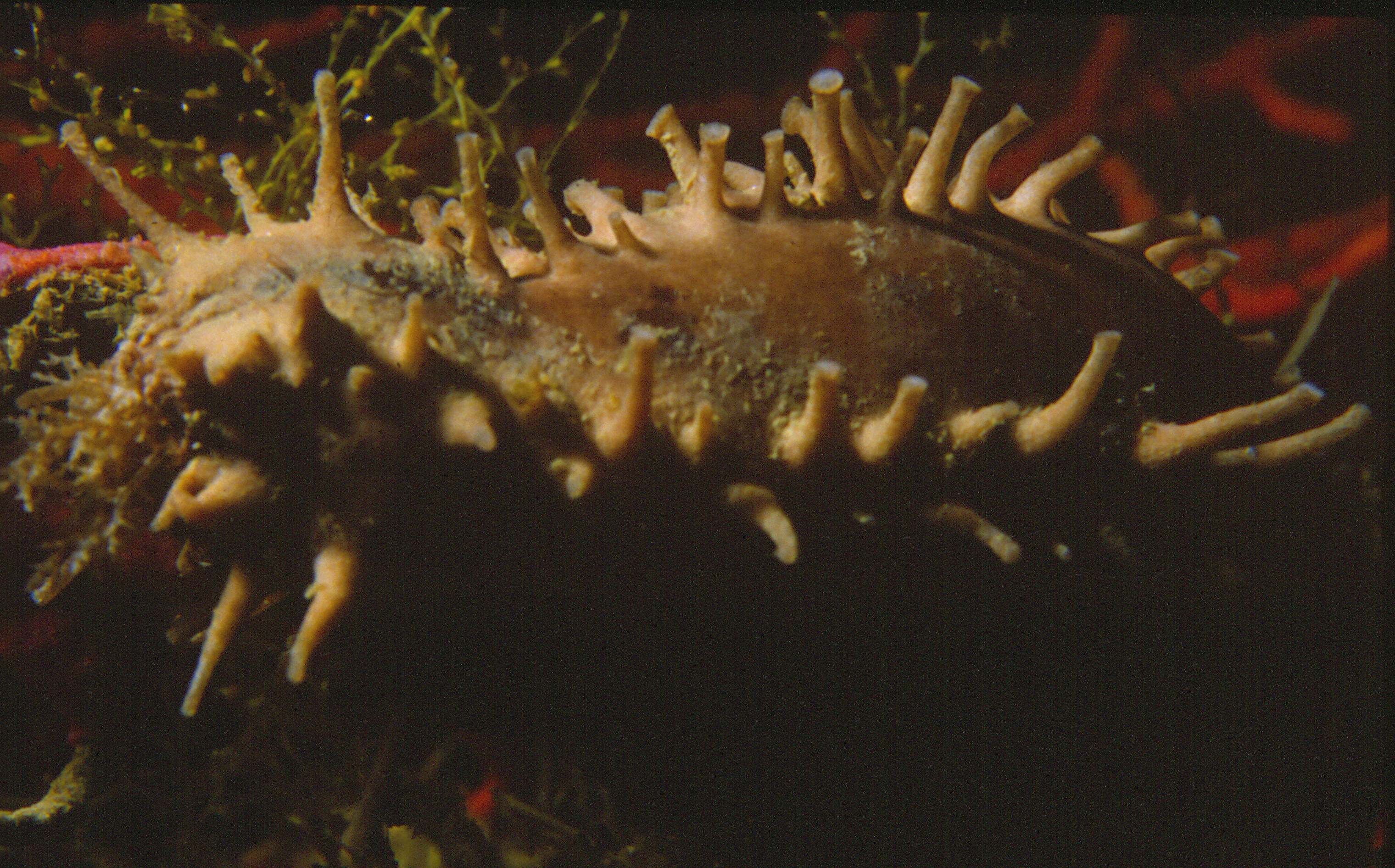
Ocnus planci
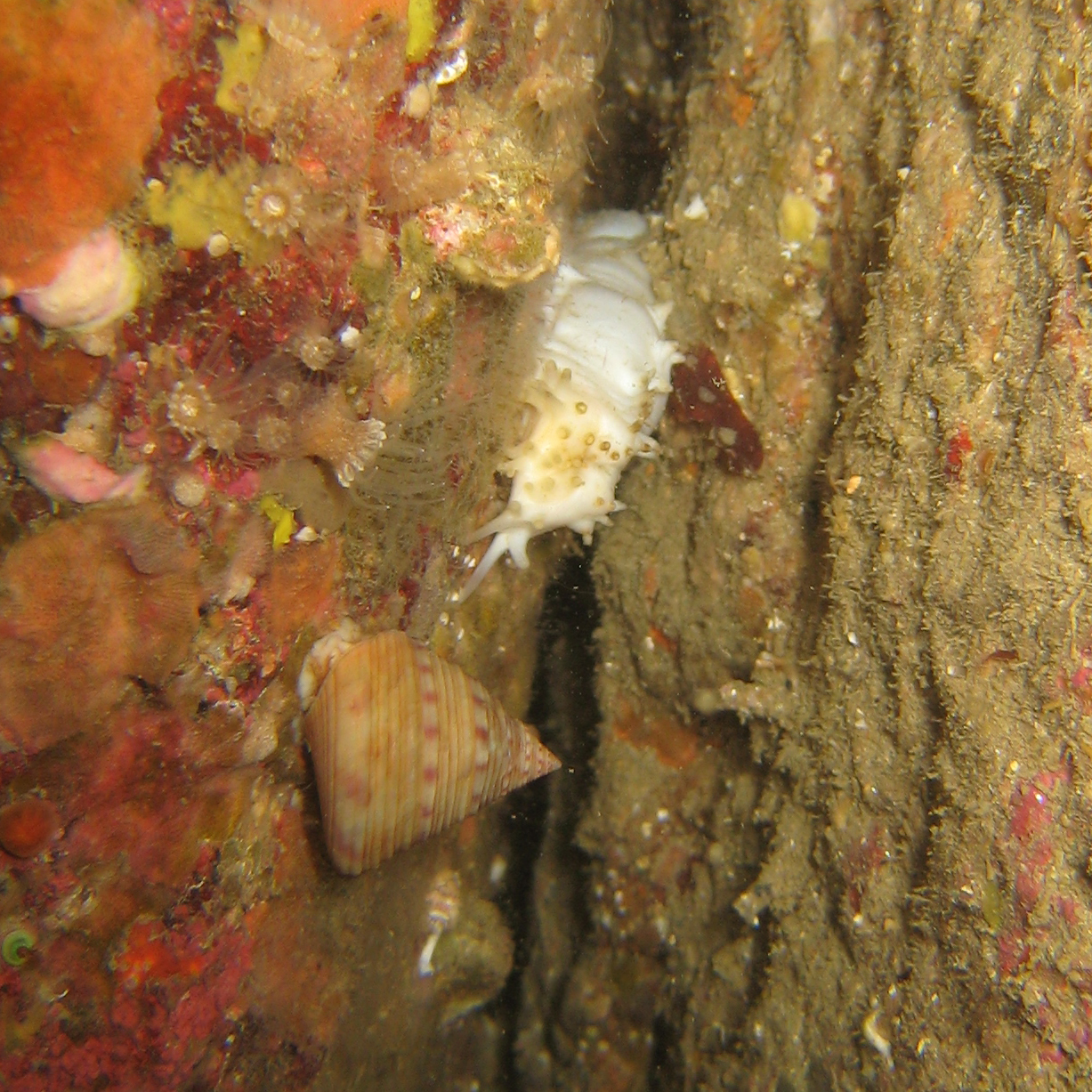
Pawsonia saxicola